# Catherine Briçonnet

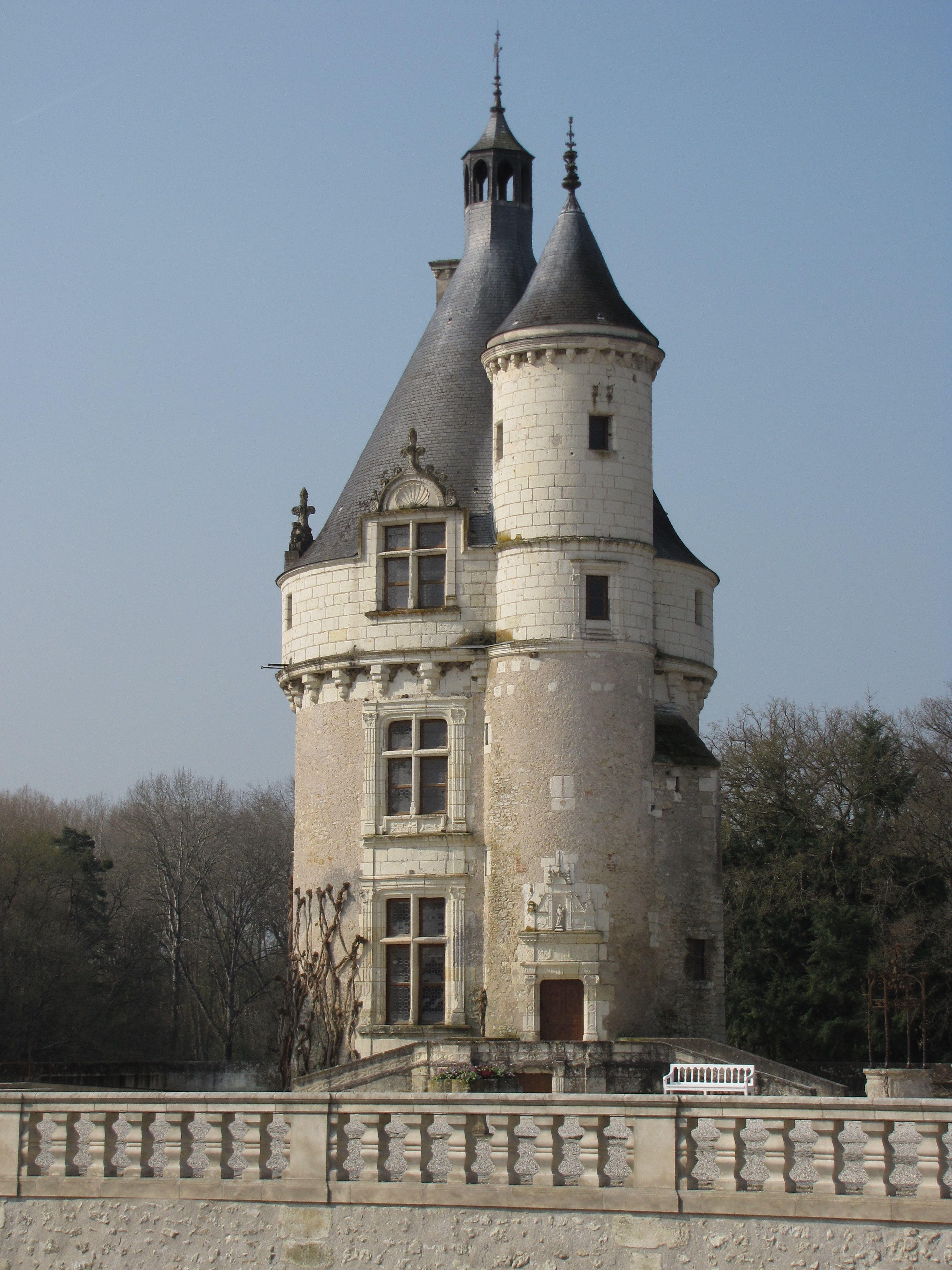
Věž Chenonceau dokončená za Kateřiny Briçonnetové

Katherine Briçonnet (asi 1494 – 3. listopadu 1526), také psána Catherine, byla francouzská šlechtična z Tours v 16. století, která patřila do rodiny významných finančníků, a dcera kardinála Guillaume Briçonneta. Byla provdána za Thomase Bohiera, správce státní pokladny za Karla VIII., Ludvíka XII. a Františka I. Je známá jako architektka zámku Chenonceau na řece Cher.
V roce 1512 její manžel zakoupil pozemek se zříceninou dřívější pevnosti a mlýna. Chtěl zde postavit renesanční zámek.
Kateřina dohlížela na stavební práce v letech 1513–1521 a rozhodovala o architektuře, zatímco její manžel bojoval s Františkem I. v italských válkách. Dohlížela zejména na stavbu. Je jí připisována zásluha za návrh přímého schodiště, které bylo praktičtější a lépe přizpůsobené recepcím než v té době požívané točité schodiště.
V roce 1524, krátce po dokončení stavby, Thomas Bohier zemřel. Kateřina zemřela o dva roky později. Iniciály TBK (Thomas Bohier a Katherine) jsou na hradě dodnes patrné, stejně jako motto vytesané do dveří:„S'il vient à point, me souviendra“ (volný překlad: Pokud bude hrad dokončen, lidé si mě budou pamatovat). Zámek je znám jako Château de Dammes (Zámek žen), protože jej později rozšířily Diana de Poitiers a Kateřina Medicejská.